# David Texeira
César David Texeira Torres, meglio noto come David Texeira (Salto, 27 febbraio 1991), è un calciatore uruguaiano, attaccante dei Dallas Sidekicks.

## Palmarès

### Club

#### Competizioni nazionali
- Lamar Hunt U.S. Open Cup: 1

FC Dallas: 2016
- MLS Supporters' Shield: 1

FC Dallas: 2016